# Парні та непарні функції
Парні функції і непарні функції — математичні функції, які задовольняють певним відношенням симетрії. Ця властивість функцій важлива в багатьох областях математичного аналізу, особливо в теорії степеневих рядів і рядів Фур'є. Названі на честь парності степенів степеневих функцій, які задовольняють кожну умову: функція {\displaystyle f(x)=x^{n}} є парною, якщо n — парне ціле число, і непарною, якщо n — ціле непарне число.

## Парні функції

Приклад парної функції: f(x) = x^{2}

Функція {\displaystyle f:\mathrm {X} \subset \mathbb {R} \rightarrow \mathbb {R} } називається парною, якщо для будь-якого {\displaystyle x} з області визначення функції виконується рівність{\displaystyle f(-x)=f(x)}.
Графік парної функції симетричний відносно осі ординат.
Приклади парних функцій:
- {\displaystyle y=|x|}
- {\displaystyle y=x^{2}}
- {\displaystyle y=\cos x}

Алгоритм дослідження функції {\displaystyle y=f(x)} на парність:
- Знайти для функції {\displaystyle y=f(x)} область визначення функції {\displaystyle D(y)} та встановити чи симетрична {\displaystyle D(y)} відносно нуля.
- Якщо область визначення функції {\displaystyle D(y)} симетрична відносно нуля, тоді:
  - скласти вираз {\displaystyle f(-x)};
  - порівняти {\displaystyle f(-x)} та{\displaystyle f(x)} , якщо функція {\displaystyle f(x)=f(-x)} для будь-якого значення {\displaystyle x} з області визначення функції {\displaystyle D(y)}, то функція {\displaystyle y=f(x)} — парна.

Приклад
Дослідити на парність функцію {\displaystyle y=4x^{6}-3x^{4}+5}
Розв'язання: {\displaystyle f(-x)=4(-x)^{6}-3(-x)^{4}+5=4(x)^{6}-3(x)^{4}+5=f(x)}, отже функція парна.
Якщо точка {\displaystyle M(a;b)} належить графіку парної функції {\displaystyle f}, то точка {\displaystyle M(-a;b)} також належить її графіку.

## Непарні функції

Приклад непарної функції: f(x) = x^{3}.

Функція {\displaystyle f:\mathrm {X} \subset \mathbb {R} \rightarrow \mathbb {R} } називається непарною, якщо для будь-якого {\displaystyle x} з області визначення функції виконується рівність{\displaystyle f(-x)=-f(x)}.
Графік непарної функції симетричний відносно початку координат.
Приклади непарних функцій
- {\displaystyle y=-x}
- {\displaystyle y=x^{3}}
- {\displaystyle y=\sin x}

Алгоритм дослідження функції {\displaystyle y=f(x)} на непарність:
- Скласти вираз {\displaystyle f(-x)}, для цього у функції {\displaystyle y=f(x)} замінити аргумент {\displaystyle x} на {\displaystyle -x};
- Порівняти {\displaystyle f(-x)} і {\displaystyle -f(x)}, якщо {\displaystyle f(-x)=-f(x)}, то функція — непарна.

Приклад
З'ясувати, чи функція {\displaystyle f(x)=3x^{5}-8x^{3}} — парна, непарна або загального виду.
{\displaystyle f(-x)=3(-x)^{5}-8(-x)^{3}=-3x^{5}+8x^{3}=-(3x^{5}-8x^{3})=-f(x)}, тобто, функція непарна.
Якщо точка {\displaystyle M(a;b)} належить графіку непарної функції {\displaystyle f}, то точка {\displaystyle M(-a;-b)} також належить її графіку.

## Основні властивості
- Алгебраїчна сума двох парних (непарних) функцій є парною (непарною) функцією.
- Добуток двох парних або двох непарних функцій парною функцією.
- Добуток парної та непарної функцій є непарною функцією.
- Як для парної, так і для непарної функцій справедливо {\displaystyle \left|f(x)\right|=\left|f(-x)\right|}.
- Розклад в ряд Маклорена парної функції містить лише члени з парними степенями.[5]
- Розклад в ряд Маклорена непарної функції містить лише члени з непарними степенями.[6]
- Похідна парної функції — непарна; похідна непарної функції — парна.[5][6]

### Декомпозиція функцій
Довільну функцію {\displaystyle f(x)} одного змінного, визначену в симетричній відносно початку координат області (разом із {\displaystyle x} до області визначення належить і {\displaystyle -x}), можна представити у вигляді суми парної та непарної функцій:
{\displaystyle f(x)={\frac {f(x)+f(-x)}{2}}+{\frac {f(x)-f(-x)}{2}}}
Тут перший доданок є парною, а другий — непарною функцією.